# Cichlocolaptes
Cichlocolaptes es un género de aves paseriformes perteneciente a la familia Furnariidae que agrupa a dos especies endémicas del este de  Brasil. A sus miembros se les conoce por el nombre común de ticoticos. El género era monotípico hasta que una nueva especie, Cichlocolaptes mazarbarnetti, fue descrita en el año 2014.

## Etimología
El nombre genérico masculino «Cichlocolaptes» se compone de las palabras del griego «κιχλη kikhlē»: zorzal, y «κολαπτης kolaptēs»: cincelador, que cincela.

## Lista de especies
Según las clasificaciones del Congreso Ornitológico Internacional (IOC) y Clements Checklist v.2018, el género agrupa a las siguientes especies con el respectivo nombre popular de acuerdo con la Sociedad Española de Ornitología (SEO), u otro cuando referenciado:
| Imagen | Nombre científico                 | Autor                          | Nombre común                 | EC (*) |
| ------ | --------------------------------- | ------------------------------ | ---------------------------- | ------ |
|        | Cichlocolaptes leucophrus         | (Jardine & Selby, 1830)        | ticotico cejipálido (grande) | LC     |
|        | Cichlocolaptes (leucophrus) holti | Pinto, 1941                    | ticotico cejipálido chico    | LC     |
|        | Cichlocolaptes mazarbarnetti      | Mazar Barnett & Buzzetti, 2014 | ticotico críptico            | EX     |

(*) Estado de conservación

## Taxonomía
La recientemente descrita y ya considerada extinta C. mazarbarnetti, ha sido históricamente confundida con Philydor novaesi, con quien cohabita, pero difiere notablemente en la morfología, principalmente tamaño, plumaje y pico. También difiere del otro único integrante del género, C. leucophrus, geográficamente separado, por el plumaje y canto.
La nueva especie ya ha sido listada por Clements Checklist, por el IOC, por el Comité Brasileño de Registros Ornitológicos (CBRO), por Aves del Mundo y por Birdlife International. Sin embargo, el Comité de Clasificación de Sudamérica (SACC) rechazó la Propuesta N° 714 de reconocimiento de la especie, a pesar de las evidencias morfológicas y de vocalización presentadas, debido a que los datos tienen como base un único ejemplar, el holotipo, del cual no se obtuvieron registros de voz, y, por lo tanto, solicita análisis genético-moleculares que lo confirmen como especie separada y no como una probable variación intermediaria de P. novaesi.
La subespecie C. leucophrus holti, de la parte sur del sureste de Brasil, es considerada como especie separada de C. leucophrus por las clasificaciones Aves del Mundo (HBW) y Birdlife International (BLI), con base en diferencias morfológicas y de vocalización.